# Grønlandsk fjeldsimmer
Grønlandsk Fjeldsimmer (Dryas integrifolia), også kaldet Rybelyng, er en få centimeter høj dværgbusk med enlige store hvide blomster, der vokser i fjeldmark og på heder på tør jord. Den findes ikke i Danmark.

## Beskrivelse
Planten danner pudeformede eller nedliggende dværgbuske. Bladene er stedsegrønne, med hjerte- til kileformet grund, 5-15 mm lange, læderagtige, glisende på oversiden, hvid filtede på undersiden og med hel rand, som adskiller den fra Kirtel-Fjeldsimmer.
Blomsten er 2 - 3,5 cm stor med 8 (7-9) hvide eller hvidgule kronblade. Frugten er en nød med en blivende, forlænget, langhåret griffel.

## Habitat
Grønlandsk Fjeldsimmer vokser på fjeldmark og grusede heder på tør, neutral-basisk jord.

## Udbredelse
Den har sin hovedudbredelse i Nordamerika, men findes også i Asien. Den er udbredt over meget af Grønland.
Grønlandsk Fjeldsimmer er ikke vurderet på IUCN's rødliste.